# Manuel Lao Hernández
Manuel Lao Hernández (Doña María, Almería, 10 de junio de 1944) es un empresario e inversor español dedicado a  los sectores financiero, inmobiliario, hotelero, agropecuario y de ocio y entretenimiento.
Fundador y presidente de Cirsa desde su fundación en 1978 hasta 2018 que fue vendida al grupo Blackstone.

## Biografía
Manuel Lao Hernández, hijo de Cándido y Elena, nació en la localidad de Doña María, en el actual municipio de Las Tres Villas, de donde es hijo predilecto. Está casado desde 1969 con Rosa Gorina y tiene tres hijos: Manuel, Esther e Ingrid Lao Gorina. 
Con doce años, en 1956, se trasladó a Tarrasa (provincia de Barcelona), donde se tituló en maestría industrial. 
En 2011 recibió la Cruz Europea de Oro de la Agrupación Española de Fomento Europeo.En 2017 fue nombrado doctor honoris causa por la Universidad Católica San Antonio de Murcia (UCAM).

## Trayectoria empresarial
En 1958, con catorce años, empezó a trabajar en AEG. Posteriormente, a los dieciocho trabajó en hostelería y en 1974 se incorporó a CELASA, empresa inmobiliaria y constructora.
En 1978 funda la Compañía Internacional de Recreativos, S.A. (CIRSA), dedicada a la fabricación, venta y explotación de máquinas tragaperras y de entretenimiento.
En el mismo ámbito de negocio, en 1988 funda International Holding Service (IHS) que, en 1996, pasó a denominarse Leisure & Gaming (L&G).
En 1989, coincidiendo con la designación de Tarrasa como sede de Hockey hierba en los JJ. OO. de 1992, construye el hotel Don Cándido, llamado así en honor a su padre, fallecido en 1984. Su actividad hotelera se amplía, posteriormente, con la gestión del hotel Terrassa Park.
En abril de 2007 accede a la junta directiva de la CEOE, en calidad de presidente de la Confederación Española de Empresarios del Juego Recreativo en Hostelería (COFAR) y crea Nortia Corporation, más adelante denominada Nortia Capital Investment Holding (NCIH), que integra todas sus empresas.